# Methanol
Methanol, cũng được gọi là rượu methylic, alcohol methylic, alcohol gỗ, naphtha gỗ hay rượu mạnh gỗ, là một hợp chất hóa học với công thức phân tử CH3OH hay CH4O (thường viết tắt MeOH). Đây là rượu đơn giản nhất, nhẹ, dễ bay hơi, không màu, dễ cháy chất lỏng với một mùi đặc trưng, rất giống, nhưng hơi ngọt hơn ethanol (rượu uống). Ở nhiệt độ phòng, nó là một chất lỏng phân cực, và được sử dụng như một chất chống đông, dung môi, nhiên liệu, và như là một chất làm biến tính cho ethanol. Nó cũng được sử dụng để sản xuất diesel sinh học thông qua phản ứng xuyên este hóa.
Methanol là sản xuất tự nhiên trong quá trình chuyển hóa nhiều loại vi khuẩn kỵ khí, và là phổ biến trong môi trường. Kết quả là, có một phần nhỏ của hơi methanol trong bầu khí quyển. Trong suốt vài ngày, methanol không khí bị oxy hóa với sự hỗ trợ của ánh sáng Mặt Trời để thành khí carbonic và nước.
Methanol để trong không khí, tạo thành carbon dioxide và nước:
2 CH3OH + 3 O2 → 2 CO2 + 4 H2O
Do có tính độc hại, methanol được dùng làm phụ gia  biến tính cho ethanol trong sản xuất công nghiệp. Methanol thường được gọi là "cồn gỗ" (wood alcohol) bởi vì methanol là một sản phẩm phụ trong quá trình chưng cất khô sản phẩm gỗ.

## Độc tính
Methanol là cồn công nghiệp, rất độc, uống lượng nhỏ gây mù mắt, nhiều hơn có thể tử vong. Cồn methanol được điều chế từ gỗ nên còn được gọi là "cồn gỗ". Cồn dùng trong phòng thí nghiệm là cồn công nghiệp có chứa nhiều methanol. Tuyệt đối không được uống cồn công nghiệp hoặc dùng cồn công nghiệp thay rượu uống.
Khi uống vào, methanol gây tổn thương não, dây thần kinh thị giác, hoại tử não, tổn thương nội tạng. Bình thường ở ngưỡng 20 mg/dl đã đe doạ tổn thương thần kinh.